# Ваммус, Людвиг Александрович
Людвиг Александрович Ваммус — советский хозяйственный, государственный и политический деятель, Герой Социалистического Труда.

## Биография
Родился в 1917 году в Ревеле. Член КПСС.
С 1932 года — на хозяйственной, общественной и политической работе. В 1932—1978 гг. — плотник, участник Великой Отечественной войны, председатель Оруского волисполкома депутатов трудящихся, плотник, бригадир плотницкой бригады, бригадир комплексной бригады Таллинского домостроительного комбината
Указом Президиума Верховного Совета СССР от 1 октября 1965 года присвоено звание Героя Социалистического Труда с вручением ордена Ленина и золотой медали «Серп и Молот».
Делегат XXIII съезда КПСС.
Умер в Таллине в 1994 году.